# Magdalena Środa

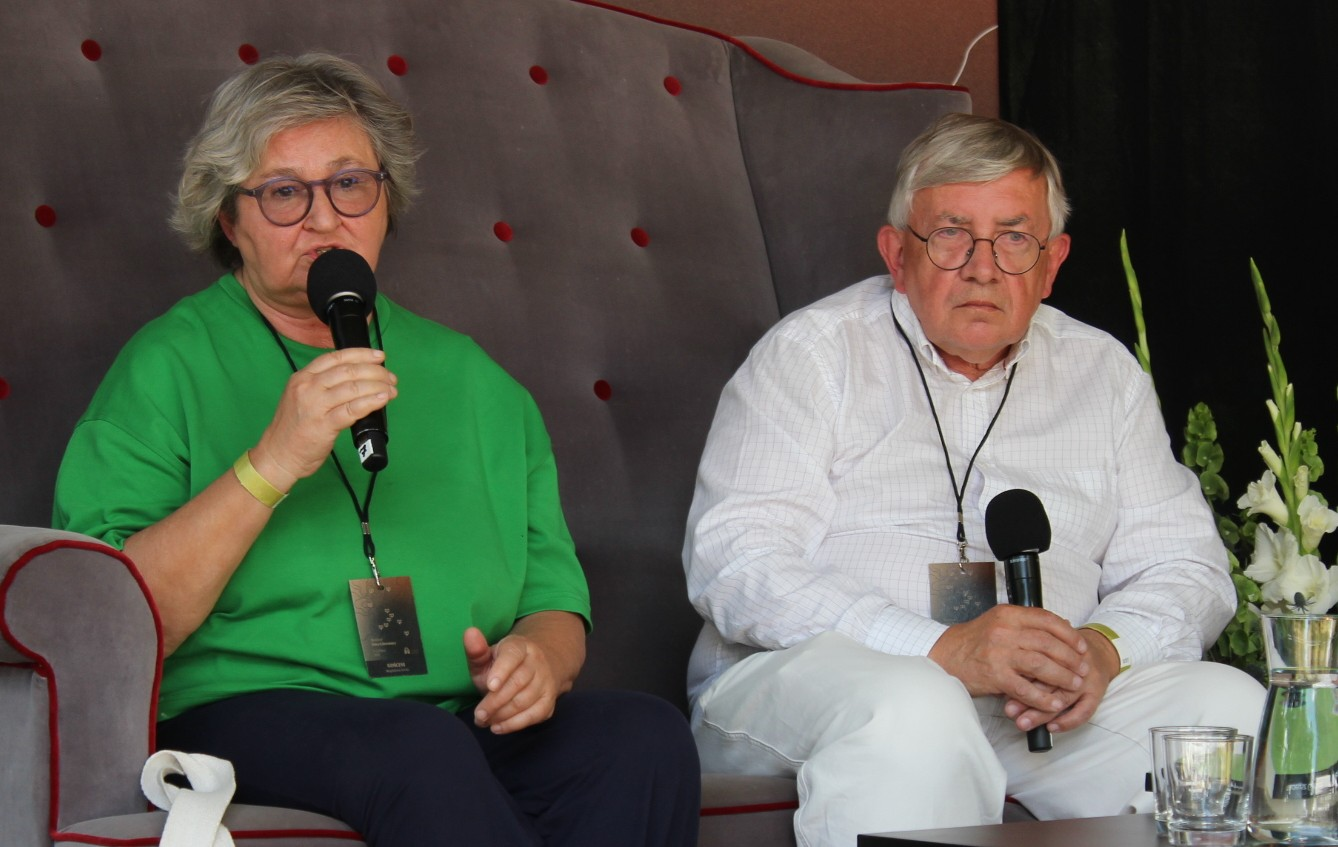
Magdalena Środa i Tadeusz Gadacz

Magdalena Środa z domu Ciupak (ur. 7 stycznia 1957 w Warszawie) – polska filozofka specjalizująca się w etyce, publicystka, profesor nauk humanistycznych, profesor uczelniany na Uniwersytecie Warszawskim, feministka, w latach 2004–2005 pełnomocniczka rządu do spraw równego statusu kobiet i mężczyzn. Zajmuje się historią idei etycznych, etyką stosowaną, filozofią polityczną i feministyczną oraz problematyką kobiecą.

## Działalność naukowa
Ukończyła Liceum im. S. Batorego. Studia magisterskie (1976–1981) i doktoranckie (1981–1982) odbyła w Instytucie Filozofii Uniwersytetu Warszawskiego. W latach 1982–1991 pracowała jako asystentka, następnie zaś jako adiunkt w Zakładzie Etyki Instytutu Filozofii UW. Obecnie pracuje na stanowisku profesor nadzwyczajnej.
Stopień naukowy doktora uzyskała w 1990 na podstawie pracy pt. Godność – ujęcie historyczne i normatywne idei (promotor: prof. dr hab. Henryk Jankowski). W 2004 otrzymała stopień doktor habilitowanej na podstawie dorobku naukowego oraz książki Indywidualizm i jego krytycy. Współczesne spory między liberałami, komunitarianami i feministkami na temat podmiotu, wspólnoty i płci. W 2024 uzyskała tytuł profesora nauk humanistycznych w dyscyplinie filozofia. 
Od 1993 jest redaktorką kwartalnika „Przegląd Filozoficzny”, od 1994 sekretarz redakcji rocznika „Etyka”; jest członkinią rady półrocznika „Societas/Communitas”. Była członkinią Europejskiego Centrum Monitoringu Rasizmu i Ksenofobii w Wiedniu. Jest członkinią Europejskiego Instytutu Równości Gender w Wilnie. Jest również założycielką i kierowniczką Podyplomowych Studiów Etyki i Filozofii Uniwersytetu Warszawskiego, członkinią Komitetu Etyki Polskiej Akademii Nauk oraz Rady Instytutu Spraw Publicznych. Została uhonorowana tytułem Europejczyk Roku 2010 miesięcznika „Monitor Unii Europejskiej” w kategorii uczony.

## Działalność społeczno-polityczna
W 2004 premier Marek Belka powołał Magdalenę Środę na urząd Pełnomocnika Rządu ds. Równego Statusu Kobiet i Mężczyzn, została odwołana z urzędu przez premiera Kazimierza Marcinkiewicza w 2005; zadania pełnomocnika zostały przekazane do Ministerstwa Pracy i Polityki Społecznej. 
W 2005 Fundacja Ekumeniczna „Tolerancja” przyznała jej tytuł Zasłużona dla tolerancji.
Kandydowała do Parlamentu Europejskiego w 2009 z listy Porozumienia dla Przyszłości (z rekomendacją Zielonych 2004) w okręgu łódzkim. Oddano na nią 10 798 głosów (2,25% wszystkich głosów oddanych w tym okręgu). Komitet PdP-CentroLewica nie przekroczył progu wyborczego.
Wyróżniona tytułem Polki Roku 2009 w plebiscycie tygodnika „Wysokie Obcasy” (dodatku do „Gazety Wyborczej”). W 2010 roku została laureatką Kowadła przyznawanego przez stowarzyszenie „Kuźnica”. Jest stałą felietonistką tygodnika „Wprost”, strony internetowej i samego radia TOK FM oraz portalu Koduj24.pl. Jest członkinią Rady Programowej Kongresu Kobiet i organizatorką I, II i III Kongresu. Sprawuje także funkcję Minister Edukacji, Nauki i Sportu w Gabinecie Cieni Kongresu Kobiet. W 2012 dołączyła do think-tanku Ruchu Palikota. W maju 2015 r. tuż po I turze wyborów prezydenckich wraz z Janem Hartmanem, Kazimierzem Kikiem i Genowefą Grabowską zainicjowała powstanie lewicowego ruchu bądź też partii politycznej Wolność i Równość.
W latach 2021–2022 była stałą felietonistką internetowej rozgłośni Halo.Radio. Od 1995 do 2024 była stałą publicystką „Gazety Wyborczej”.

### Kontrowersje
Minister Środa wzbudziła kontrowersje, kiedy 8 grudnia 2004 Agencja Reutera podała wiadomość o jej wypowiedzi na konferencji w Sztokholmie dotyczącej „zabójstw honorowych”. Środa powiedzieć miała, że:

Katolicka, w przeważającej mierze, Polska, choć wolna od „honorowych zabójstw”, ma problemy ze zjawiskiem stosowania przemocy wobec kobiet, mające źródło w silnym wpływie Kościoła katolickiego na życie publiczne. [...] Katolicyzm nie wspiera bezpośrednio, ale też nie sprzeciwia się przemocy wobec kobiet. Istnieją jednak pośrednie związki, poprzez kulturę, która jest silnie oparta na religii.

Po tym wystąpieniu premier Marek Belka zamierzał zmienić status Magdaleny Środy z pełnomocnika (w randze ministra) na podsekretarza stanu w Ministerstwie Polityki Społecznej. Magdalena Środa oceniła ten pomysł jako „cios w urząd i prawa kobiet” i zagroziła dymisją; premier ustąpił.

## Życie osobiste
Jest córką socjologa Edwarda Ciupaka, profesora zwyczajnego UW.
Jej mężem jest Krzysztof Środa – tłumacz i pisarz. Ma jedną córkę.
Deklaruje się jako ateistka.

## Odznaczenia
- Krzyż Kawalerski Orderu Odrodzenia Polski – 2005[28]

## Wybrane publikacje

### Książki
- Idea godności w kulturze i etyce. Warszawa: Wydział Filozofii i Socjologii Uniwersytetu Warszawskiego, 1993. ISBN 83-85284-15-X.
- O wartościach, normach i problemach moralnych: wybór tekstów z etyki polskiej dla nauczycieli i uczniów szkół średnich. Warszawa: Wydawnictwo Naukowe PWN, 1994. ISBN 83-01-11285-9.
- Idee etyczne starożytności i średniowiecza: podręcznik do etyki dla I klasy szkoły średniej. Warszawa: Wydawnictwa Szkolne i Pedagogiczne, 1994. ISBN 83-02-05498-4.
- Idee etyczne czasów nowożytnych i współczesności: podręcznik do etyki dla II klasy szkoły średniej. Warszawa: Wydawnictwa Szkolne i Pedagogiczne, 1998. ISBN 83-02-07039-4.
- Indywidualizm i jego krytycy: współczesne spory między liberałami, komunitarianami i feministkami na temat podmiotu, wspólnoty i płci. Warszawa: Fundacja „Aletheia”, 2003. ISBN 83-89372-07-X.
- Kobiety i władza. Warszawa: Wydawnictwo W.A.B., 2009. ISBN 978-83-7414-557-2.
- Mała książka o tolerancji. Warszawa: Wydawnictwo Czarna Owca, 2010. ISBN 978-83-7554-234-9.
- Ta straszna Środa?. Warszawa: Wydawnictwo „Czerwone i Czarne”, 2011. ISBN 978-83-7700-020-5
- Przeciw karze śmierci. Warszawa: Grupa „Horyzont – przeciw karze śmierci” przy Stowarzyszeniu Młodych Dziennikarzy „Polis” i Helsińskiej Fundacji Praw Człowieka, 2011. ISBN 978-83-62245-11-6
- Etyka dla myślących: podręcznik dla szkół ponadgimnazjalnych. Warszawa: Wydawnictwo Czarna Owca, 2011. ISBN 978-83-7554-245-5
- Obcy, inny, wykluczony. Gdańsk: Wydawnictwo Słowo, Obraz, Terytoria, 2020. ISBN 978-83-745-3669-1

### Adaptacje książkowe
- Sassa Burgeren, Mała książeczka o demokracji, wyd. Santorski i Ska, Warszawa 2007
- Sassa Burgeren, Mała książeczka o feminizmie, wyd. Santorski i Ska, Warszawa 2007

### Broszury
- Etyka funkcjonariusza Służby Celnej. Przewodnik praktyczny, Warszawa 2001 (polska, angielska, rosyjska wersja językowa)
- Etyka dla nauczycieli, Warszawa 2009